# Grimm (TV-serie)
Grimm är en amerikansk deckare, fantasy-, och dramaserie som började sändas på NBC den 28 oktober 2011. Den hade premiär i Sverige den 17 november 2011 på TV6.

## Synopsis
Med handlingen förlagd i dagens Portland, Oregon, sätter serien en ny twist på Bröderna Grimms berättelser. Polisen Nick Burkhardt får veta att han är ättling till en grupp jägare som kallas  för "Grimms" och som kämpar för att hålla mänskligheten säker från det övernaturliga i världen. När han blir medveten om sitt öde måste han skydda varje levande själ från de sagoväsen som är ondskefulla och som gömmer sig i vissa människor. Dessa väsen kallas för "wesen" efter tyskans "Wesen". Till sin hjälp att bekämpa de ondskefulla wesens har han sin reformerad wesenvän Monroe och arbetskamraten polismannen Hank Griffin. 
Wesen visar sig ligga bakom många legender och sagor, så som jultomten och Bogeyman/The Boogie Man.
Handlingen har lånat mycket från boken "Skymningsögon" av Dean R. Koontz.

## Rollista

### Huvudkaraktärer
- Nick Burkhardt (David Giuntoli), en polisdetektiv som upptäcker att han härstammar från en rad av Grimms, jägare som slåss mot övernaturliga krafter. Han är en av de sista kvarvarande Grimms.
- Hank Griffin (Russell Hornsby)[2], Nicks polispartner.
- Juliette Silverton (Bitsie Tulloch)[3], Nicks flickvän.
- Monroe (Silas Weir Mitchell)[4], en omvänd "Blutbad" ,en form av wesen som liknar en varulv och som hjälper Nick med hans fall och är expert på alla sorters klockor.
- Kapten Renard (Sasha Roiz)[5] Poliskapten och Nicks chef. Han är också en "Zauberbiest", till hälften wesen eftersom hans mor var en "Hexenbiest", men även länkad till "De kungliga" eftersom hans far var en av dem!
- Sgt. Wu (Reggie Lee)
- Rosalee Calvert (Bree Turner). Driver en mycket speciellt kryddbutik som framför allt är till för att hjälpa olika wesens. Hon är en Fuchsbau, en form av wesen som liknar en räv och gifter sig så småningom med Monroe.
- Adalind Schade (Claire Coffee)[6]. En advokat som gör det mesta för att komma åt Nick. Även hon är en wesen; en Hexenbiest.

### Återkommande karaktärer
- Kelly Kessler Burkhardt (Mary Elizabeth Mastrantonio), Nick Burkhardts mamma, som också är en Grimm.
- Theresa "Trubel" Rubel (Jacqueline Toboni)[7]. En annan Grimm som var omedveten om sin Grimmtillhörighet tills hon träffade Nick.
- Bud Wurstner (Danny Bruno)[8]. Han är en bäverliknande wesen som kallas för Eisbiber.